# Дюшес (напій)
«Дюшес» — один із сортів радянського лимонаду, популярний у СРСР безалкогольний сильногазований тонізуючий напій світло-жовтого кольору. Окрім класичної лимонадної основи (лимонний сік, цукор і газована вода), оригінальний напій містить сироп - настій десертної (солодкої та соковитої) південної груші сорту «Дюшес», що надає йому винно-солодкого з трохи в'яжучою кислинкою смаку і сильного аромату.
Розроблений у 1930-х одним з перших у числі нових радянських тонізуючих газованих напоїв (для розширення їх ряду щодо традиційного Ситро) з використанням сиропу (ГОСТ 28499-90), що вирощується в Азербайджані, Грузії, Вірменії, Криму та на Північному Кавказі груші сорту Дюшес за участю фахівців Всесоюзного науково-дослідного інституту пивоварної, безалкогольної та виноробної промисловості та за радянських часів випускався у пляшках 0,5 л, маючи вартість 10 копійок без урахування вартості посуду.
Рецептура напою «Дюшес» за ОСТ 18-117-73, на 100 декалітрів (1000 літрів напою):
- Цукор - 64,11 кг
- Кислота лимонна - 1,408 кг
- Есенція "Груша" для напою "Грушевий" - до 0,19 літрів
- Колір (цукровий відтінок) - 1,16 кг
- Двоокис вуглецю - 4,0 кг

Есенція «Груша» виготовлялася методом спиртової витяжки з груш сорту Дюшес, таким чином напій містив незначну кількість етилового спирту.
З часу розпаду СРСР в даний час аналоги цього напою (часто з «ароматизаторами, ідентичними натуральним») під вільною торговою маркою «Дюшес» випускаються в різній скляній та пластиковій тарі на ряді підприємств з виробництва безалкогольних напоїв Росії, у тому числі найбільшим таким концерном ОСТ в Чорноголівці, а також у Закавказзі, Україні (компанія Біола), Латвії, Німеччини (компанія Wostok) і т.д. буд. Існують рецепти домашнього приготування напою.